# Kamusznik siny

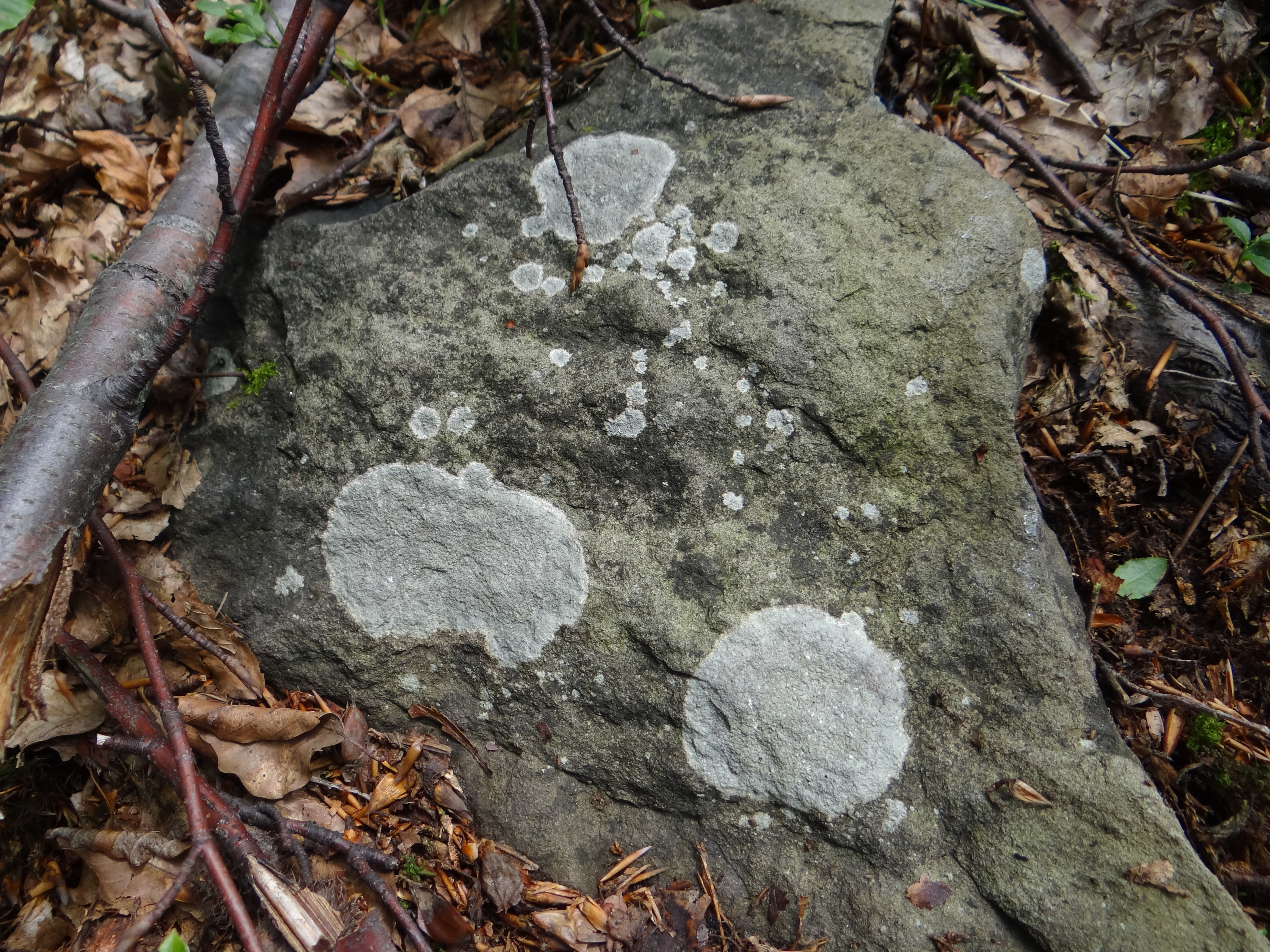
Kilka plech na piaskowcu

Kamusznik siny, krążniczka sina (Porpidia tuberculosa (Sm.) Hertel & Knoph) – gatunek grzybów z rodziny krążniczkowatych (Lecideaceae). Ze względu na współżycie z glonami zaliczany jest do porostów.

## Systematyka i nazewnictwo
Pozycja w klasyfikacji według Index Fungorum: Porpidia, Lecideaceae, Lecideales, Lecanoromycetidae, Lecanoromycetes, Pezizomycotina, Ascomycota, Fungi.
Po raz pierwszy zdiagnozował go w 1885 r. James Edward Smith nadając mu nazwę Spiloma tuberculosums. Obecną, uznaną przez Index Fungorum nazwę nadali mu Hannes Hertel i Johannes-Günther Knoph w 1984 r.
Niektóre synonimy nazwy naukowej:

- Haplocarpon tumidum (A. Massal.) M. Choisy 1950
- Huilia tuberculosa (Sm.) P. James 1980
- Lecidea sorediza Nyl. 1872
- Lecidea tumida A. Massal. 1852
- Spiloma tuberculosum Sm. 1814

Nazwy polskie według opracowania W. Fałtynowicza. 

## Charakterystyka
Plecha skorupiasta, b bardzo cienka lub nieco tylko zgrubiała, o barwie białawej, popielatoszarej lub niebieskoszarej, czasami o zielonawym odcieniu. Zazwyczaj posiada czarne przedplesze. Powierzchnia popękana lub areolkowana. Izydiów brak, licznie natomiast występują koliste, białawe urwistki. Hymenium ma grubość 100–125(140) μm i tylko w najwyższej części ma oliwkową barwę, poza tym jest bezbarwne. Reakcje barwne: miąższ I + fioletowoniebieski, UV + niebieskawy. 
Zazwyczaj wytwarza owocniki w postaci apotecjów, czasami jednak ich brak. Mają kolisty lub nieregularny kształt i rozmiar 1–2(3) mm. Tarczki apotecjów są czarne, nagie lub niebiesko przyprószone, płaskie lub nieco wypukłe, a brzeżki cienkie, również czarne, trwałe lub zanikające. W jednym worku powstaje po 8 jednokomórkowych askospor o rozmiarach 12–21 × 6–13 μm.
Plecha zawiera glony protokokkoidalne Trebouxia i Chlorococcum pełniące rolę fotobionta. Brak cefalodiów. Plecha wytwarza kwasy porostowe, m.in. kwas nortstiktowy, kwas stiktowy, kwas konfluentynowy.

## Występowanie i siedlisko
Występuje głównie we wschodniej części Ameryki Północnej i w Europie. Poza tymi głównymi rejonami występowania opisano jeszcze występowanie tego gatunku w Czadzie w Afryce Środkowej oraz na Falklandach. W Polsce gatunek pospolity w górach i rzadki na niżu. 
Rośnie na skałach krzemianowych i piaskowcach, według innych źródeł także na drobnych kamieniach oraz na korze drzew, pniach, gałęziach.